# ヴェネツィア・テッセラ空港
ヴェネツィア・テッセラ空港（伊: Aeroporto di Venezia-Tessera, 英: Venezia Tessera Airport）は、イタリアのヴェネツィアにある空港である。ヴェネツィア本島の北北東 約7kmに位置している。ヴェネツィア出身の旅行家であるマルコ・ポーロにちなんでマルコ・ポーロ国際空港（Malco Polo International Airport）という名称が一般的である。2007年には700万人以上の旅客を取扱い、イタリアでは4番目に忙しい空港とされている。
利用客は現在も増えており、2002年にオープンした新ターミナルもすでにキャパシティの限界に近付いている。運営はミラノ証券取引所にも上場しているSAVE S.p.A.が行っている。

## 就航都市
イタリア国内線
- カターニア
- ラメーツィア・テルメ
- オルビア
- パレルモ
- ローマ

ヨーロッパ
- アムステルダム
- アテネ
- バルセロナ
- マドリード
- ベルリン
- デュッセルドルフ
- フランクフルト
- ミュンヘン
- ハンブルク
- ハノーファー
- ブリュッセル
- コペンハーゲン
- ダブリン
- ロンドン/ガトウィック
- ロンドン/ヒースロー
- マンチェスター
- ケルン
- モスクワ/シェレメーチエヴォ

- パリ/CDG
- プラハ
- リスボン
- シュトゥットガルト
- チューリッヒ
- ブカレスト
- ウィーン

アジア
- ソウル/仁川

中近東
- ドバイ

北アメリカ
- アトランタ
- ニューヨーク/JFK

## アクセス
ヴェネツィア（本島、メストレ、ムラーノ島、リード島）との間はACTV社やATVO社の路線バスや水上バス等で結ばれている。主にLCCが発着するトレヴィーゾ空港へは直通の公共交通は無かったが、現在ではATVO社などが空港行きのバスを運行している。メストレ等でリムジンバスを乗り継ぐ方法もあり。。そのほか、タクシーや水上タクシーなども利用可能である。

### 鉄道
現在空港に鉄道路線は乗り入れていない。路線バス等でヴェネツィア・メストレ駅に行き、乗り継ぐ。

### バス
- ヴェネツィア本島ローマ広場（ヴェネツィア・サンタ・ルチーア駅至近）行き - ACTV社 路線バス（5系統）で約25分（昼間15分毎）[4]、ATVO社リムジンバスで約20分（昼間30分毎）[5]
- ヴェネツィア・メストレ駅行き - ACTV社 路線バス（15系統)で約25分（昼間30分毎）[4]、ATVO社リムジンバスで約17分（昼間30分毎）[5]
- トレヴィーゾ行き - ATVO社リムジンバス（1日6本運行）[5]

### 水上バス
- 大運河,リアルト橋経由サン・マルコ広場行き - ACTV社フェリーArancio系統で約75分（昼間30分毎）[6]
- ムラーノ島,Fondamente Nove,本島北岸経由リード島行き - ACTV社フェリーBlu系統で約105分（昼間30分毎）[6]